# Ligga
Ligga este o arie protejată (arie specială de conservare — SAC, sit de importanță comunitară — SCI) din Suedia întinsă pe o suprafață de 429,4 ha, integral pe uscat.

## Localizare
Centrul sitului Ligga este situat la coordonatele 66°42′26″N 20°05′57″E / 66.7071°N 20.0993°E.

## Înființare
Situl Ligga a fost declarat sit de importanță comunitară în decembrie 1995 pentru a proteja 1 specie de plante. Situl a fost protejat și ca arie specială de conservare în martie 2011.

## Biodiversitate
Situată în ecoregiunea boreală, aria protejată conține 7 habitate naturale: Turbării Aapa, Lacuri și iazuri distrofice naturale, Cursuri de apă de la nivel de câmpie la nivel montan, cu vegetație Ranunculion fluitantis și Callitricho-Batrachion, Izvoare fino-scandinave și mlaștini produse de izvoare bogate în minerale, Taiga vestică, Mlaștini turboase de tranziție și turbării mișcătoare, Mlaștini împădurite.
La baza desemnării sitului se află o specie protejată de  plante: Calypso bulbosa.